# Bagonghi
Bagonghi, o nani Bagonghi, è un desueto pseudonimo usato per definire i nani che lavorano nei circhi, nelle fiere e nei baracconi.
L'origine del nome è incerta, ma alcuni ritengono che derivi da "Ba Kango", nome di una tribù pigmea dell'Africa occidentale. Tra la fine dell'Ottocento e l'inizio del Novecento risulterebbero aver lavorato nani con questo pseudonimo nei circhi Guillaume, Gatti & Manetti e Barnum. Si ritiene che il primo Bagonghi sia stato Andrea Bernabè, che iniziò la propria carriera nel Circo Zavatta nella seconda metà del XIX secolo. Successivamente alcuni Bagonghi celebri in Italia sono stati Giuseppe Bignoli e Checco Medori al circo Togni, e Filippo Ruffa nei circhi Orfei. Uno dei più noti Bagonghi fu l'artista circense Francesco Medori (detto Checco), appartenente al circo Togni e scomparso accidentalmente il 25 agosto 1951, intossicato dai fumi mentre si apprestava a spegnere un incendio che a Bolzano aveva colpito i tendoni del circo Togni.
Nel linguaggio colloquiale bagonghi può essere usato come epiteto scherzoso (quantomeno nelle intenzioni di chi lo pronuncia) nei confronti di una persona di statura bassa che tende a rendersi ridicola, giganteggiando su meriti che non ha o affrontando argomenti sui quali millanta una finta preparazione suscitando ilarità ai propri interlocutori. Nel contesto piemontese (e, più in generale, settentrionale) l'epiteto suole indicare una persona dai modi sgraziati, o vestita con indumenti di taglia abbondante. Nella cultura dialettale milanese di un tempo, l'espressione "Bagonghi e sensa murusa" indicava invece propriamente una persona che, a causa della propria bassa statura, fosse rimasta senza fidanzata (e, come insulto, pare sia sopravvissuto a Milano fino agli anni 1980). Nella cultura dialettale livornese e veneziana, in alcune zone dell'Emilia Romagna, del basso Mantovano e della Puglia invece l'espressione "Pari Bagonghi" si riferisce a colui che indossa abiti troppo larghi o con maniche eccessivamente lunghe che lo rendono goffo, proprio con riferimento ai costumi di scena circensi. Nella cultura sarda la parola Bagonchi è utilizzata come appellativo per le persone con la testa grande e/o grossa.
Bagonghi era anche il nome con cui fu definita la mascotte che Luigi Ontani disegnò per il Comune di Milano nel 1996. Una statua che racchiude nella sagoma di un nano i caratteri della città: la barba di Leonardo, un panettone in testa e sopra il panettone la merda d'artista di Piero Manzoni, un piede preso in prestito alla scrofa semilanuta, nella mano sinistra l'uovo di Piero Della Francesca, la Scala in bassorilievo nel petto e gli scudetti di Milan e Inter sulle spalle.